# Баррі Ліндон
«Баррі Ліндон» (англ. Barry Lyndon) — кінофільм американського режисера Стенлі Кубрика, широко визнаний за одну з вершин історичного («костюмованого») кінематографу. Це вільна екранізація крутійського роману класика англійської літератури Вільяма Мейкпіса Теккерея, в якому розповідається про долю ірландського авантюриста Редмонда Баррі, що поставив собі за мету будь-якою ціною зробити кар'єру та увійти до англійського вищого товариства середини XVIII століття. Незважаючи на тригодинну тривалість, оповідь міцно прошита нитками паралельних місць та лейтмотивів, які створюють своєрідний дзеркальний лабіринт ситуацій, що віддзеркалюються одна в одній. Через прагнення до максимально можливої автентичності, Кубрик наполягав на використанні не лише справжніх декорацій, але й костюмів; усі зйомки відбувалися на натурі. Інтер'єри освітлені лише природним денним світлом або свічками, що дозволило досягти надзвичайних ефектів світлотіні. На 1 березня 2024 року фільм займав 189-ту позицію у списку 250 кращих фільмів за версією IMDb.

## Сюжет

### Частина перша: «Якими способами Редмонд Баррі здобув ім'я та титул Баррі Ліндона».
Події розгортаються в Ірландії середини XVIII століття. Редмонд Баррі — простий, незіпсований сільський хлопець — живе в будинку овдовілої матері. Його перше кохання — кузина Нора — далека від цнотливості у поводженні з чоловіками. Проте Редмонд мріє пов'язати саме з нею своє майбутнє, поки на обрії не з'явл'яється англієць капітан Квін. Це чоловік боязкий, але заможний. Родичі Нори винні йому велику суму грошей та розраховують залагодити справу, видавши Нору заміж за капітана.
Під час обіду з нагоди заручин Нори з капітаном Редмонд прилюдно образив нареченого (кинувши йому в обличчя келих вина) та викликав його на дуель. Родина Нори не має змоги підкупити Редмонда, тож інсценується загибель капітана під час поєдинку. Редмонд змушений тікати від правосуддя. На лісовій дорозі його підстерігають грабіжники та оббирають до нитки. Опинившись без гроша за душею, молодик поступає на службу до англійської армії.
Службу Редмонда в армії показано як низку кулачних боїв та битв, що вражають безглуздим кровопролиттям. Англійські солдати слугують гарматним м'ясом на полях Семирічної війни, причини й цілі якої — за зауваженням оповідача — невідомі нікому. Скориставшись нагодою (інтимне спілкування двох офіцерів-коханців під час купання в ставку), Редмонд одягається у форму гінця до прусського командування та дезертує з війська. Його шлях пролягає у напрямку нейтральної Голландії.

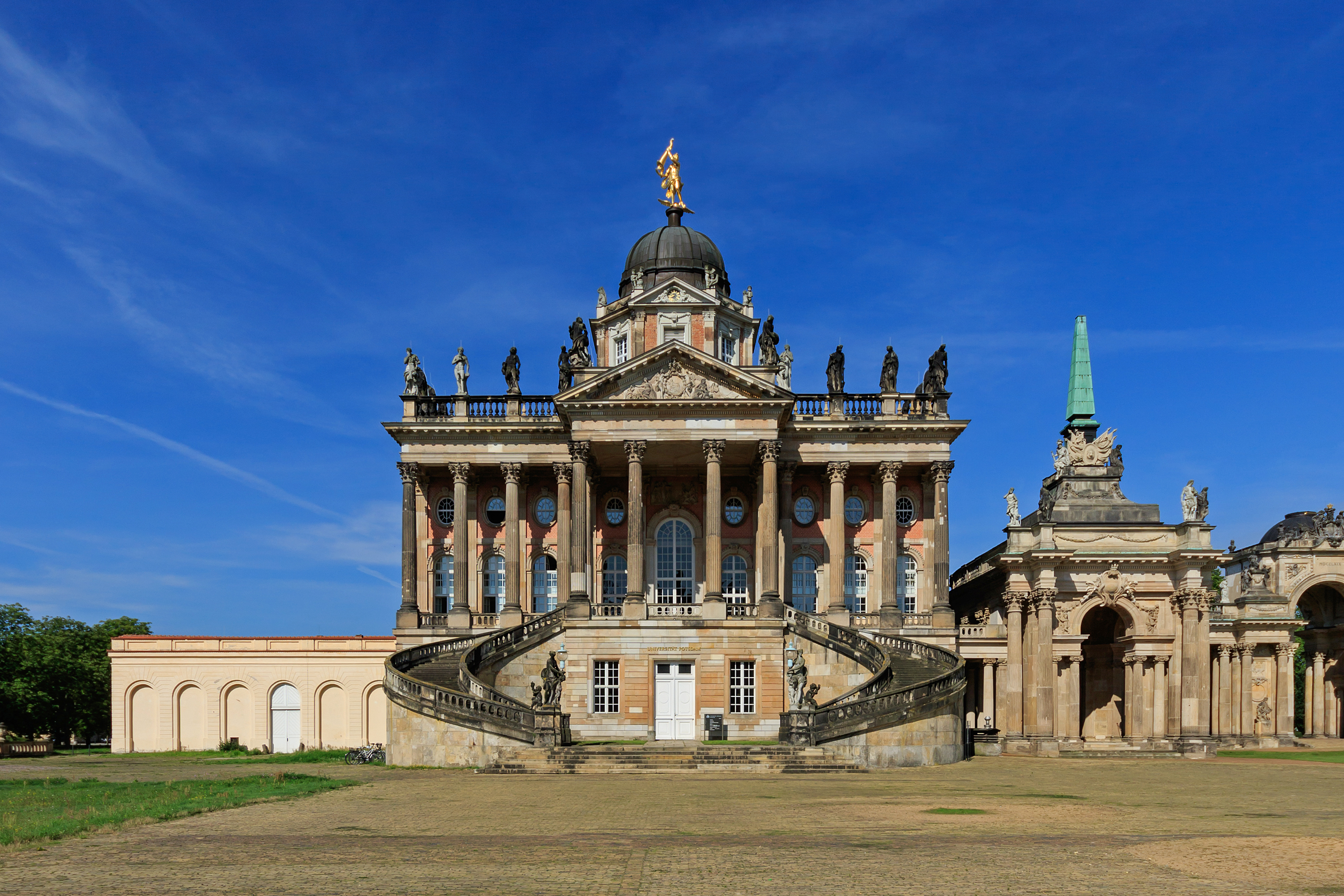
Палацові декорації, на тлі яких відбуваються Потсдамскі пригоди Редмонда

За першим нечесним вчинком йдуть наступні. По дорозі Редмонд зваблює німкеню, чоловік якої служить у війську. При зустрічі з прусським капітаном Поцдорфом Редмонд видає себе за британського офіцера, проте проникливий Поцдорф здогадується, що перед ним — дезертир. Викривши таємницю Редмонда, капітан шантажем вербує його до прусської армії. Ірландцеві нічого не залишається, як проміняти червоний англійський мундир на синій прусський.
Під час битв Редмонд виявляє відвагу та надає допомогу контуженому капітанові, проте навіть при врученні нагороди полковник відзначає його безпринципність та лінь: «Незважаючи на всі таланти та відвагу, добром ти не закінчиш». Після закінчення війни Поцдорф викликає свого протеже до Потсдама, щоб представити його дядькові — керівникові поліції Фрідріха Великого. Скориставшись шансом вирватися із задушливого світу прусських військових, Редмонд з солдата перетворюється на таємного агента поліції.
Молодому ірландцеві доручають стежити за співвітчизником — шпигуном, вільнодумцем та шулером, який за завданням австрійської дипломатії роз'їжджає Європою під ім'ям шевальє де Балібар. За планом Поцдорфа, Редмонд має видати себе за лакея угорського походження. Шевальє (напудрений одноокий старий) готовий прийняти на віру підроблені рекомендації Редмонда, але той відкриває йому істину щодо своєї місії. Уклавши спілку з Балібаром, він стає спочатку його лакеєм, а згодом компаньйоном у шулерських витівках.

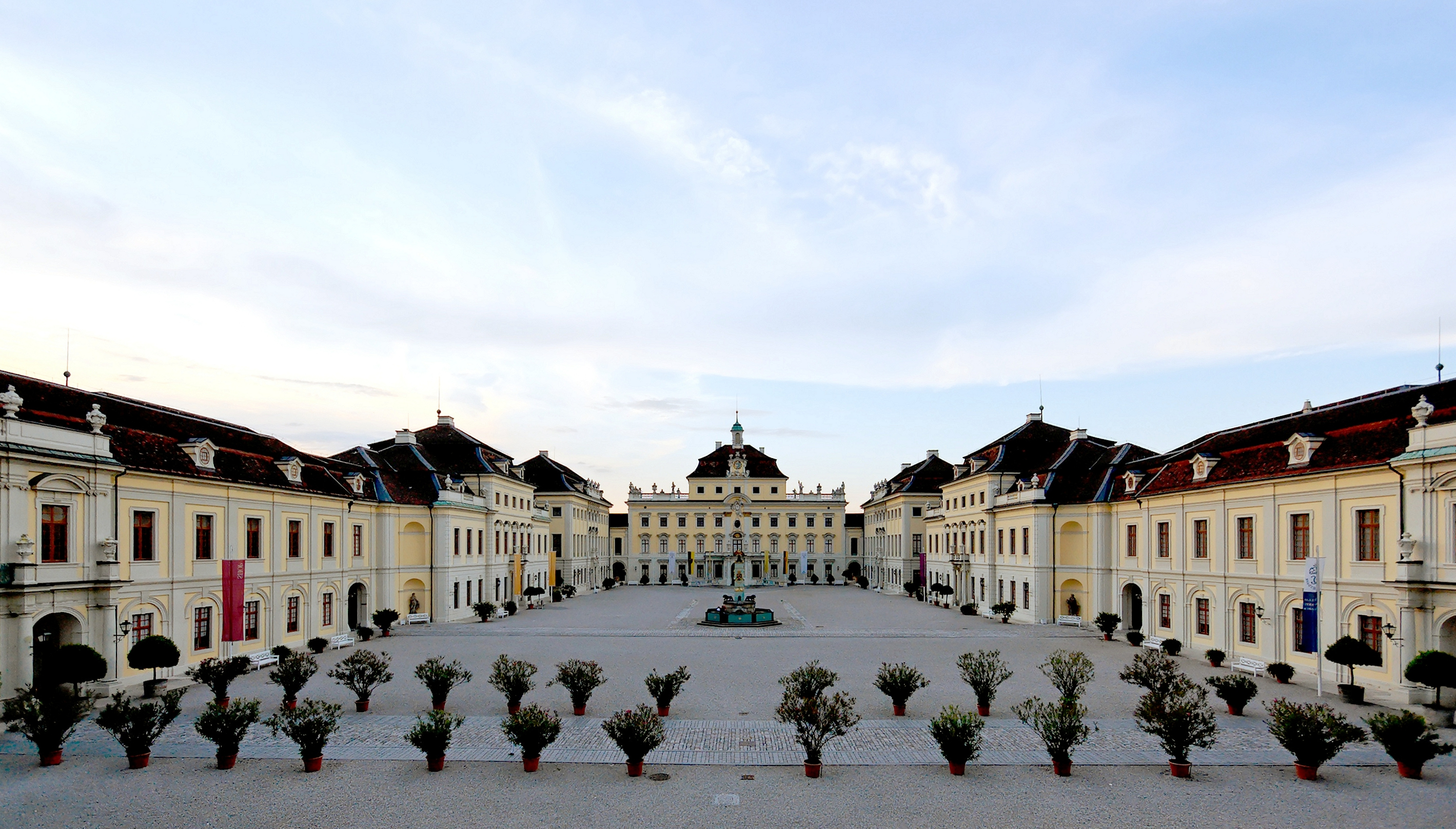
Людвігсбурзька резиденція правителів Вюртемберга постає у фільмі місцем проживання шевальє Балібара

Після того, як шевальє обіграв принца Тюбінгенського, прусський король наказав вислати настирливого шевальє за межі Пруссії. Баррі заздалегідь попередив про це свого покровителя та успішно зіграв його роль перед прусськими офіцерами. Відтоді два товариші разом роз'їжджали по європейських столицях: шевальє нечесними методами обігрував аристократів, а Баррі, як майстерний фехтувальник, на дуелях змушував їх до погашення картярських боргів. Проте мандрівне життя не дало йому сподіваного багатства.
З часом Баррі починає придивлятися до багатих спадкоємиць, розраховуючи пов'язати своє життя з однією з них. Його жертвою стає графиня Ліндон — чарівна дружина немічного Чарльза Ліндона, британського «посла при деяких малих дворах Європи». молода жінка скніє від життя з інвалідом-подагриком, який нагадує хвору на водянку стару бабу. Сер Чарльз підозрює дружину в невірності, від удаваної невинності Баррі він втрачає самовладання, а під час з'ясування стосунків з молодим суперником його життя обриває серцевий напад. За цією сценою йде чорний екран з написом «антракт».

### Частина друга: «Розповідь про мінливості та лиха, які спіткали Баррі Ліндона»
Через рік після смерті сера Чарльза (15 червня 1773 року) його вдова одружилася з Редмондом Баррі. З цієї нагоди король дозволив йому взяти подвійне прізвище — Баррі Ліндон. Під час весільної церемонії графиня вже, мабуть, була вагітна, бо ще до кінця року в неї народився син, названий ірландським ім'ям — Браян. Подружжя рідко бачили одне одного, оскільки Баррі залишив дружину з немовлям у заміській садибі, а сам жив життям гуляки в столиці. Господарством у садибі Ліндонів стала заправляти мати Баррі, яку покликали з Ірландії.

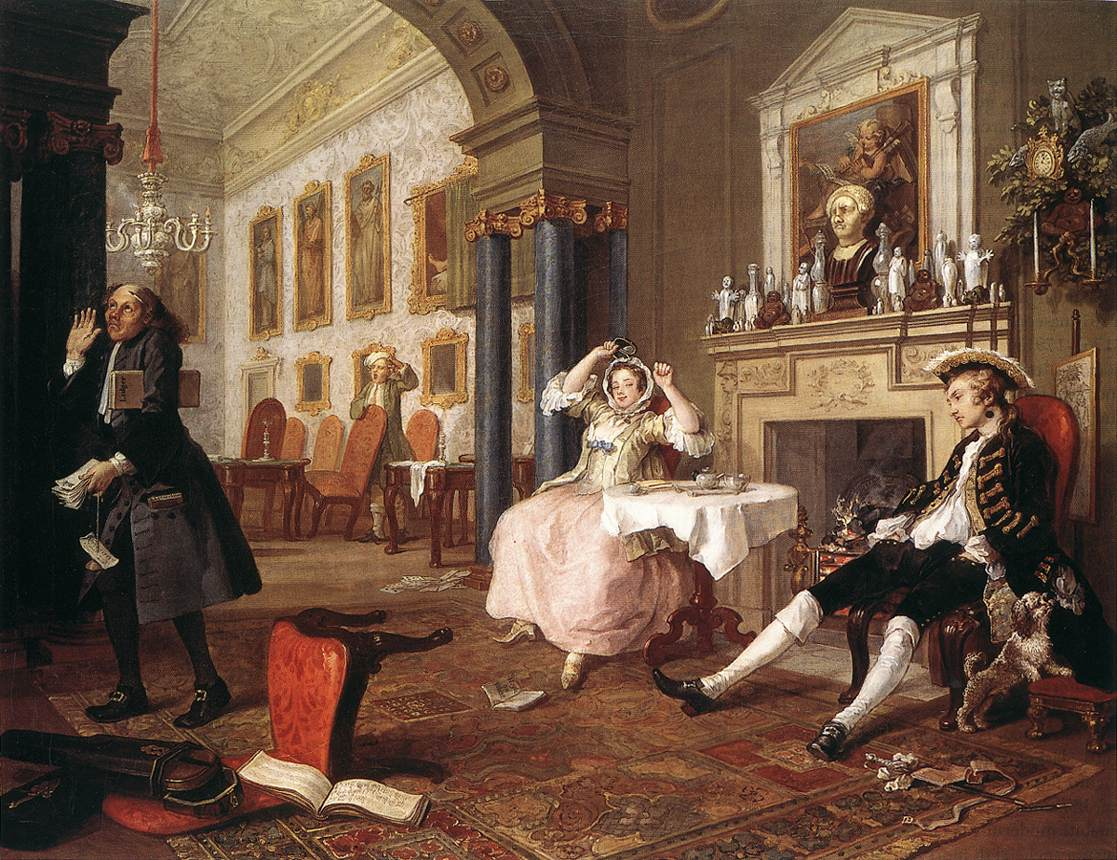
Вільям Хогарт. «Модний шлюб» (1745)

Одначе, за словами оповідача, доля розпорядилася таким чином, щоб Баррі закінчив своє життя на самоті та в бідності. Вкрай несхвально сприйняв «поспішний» шлюб матері син та спадкоємець сера Чарльза — юний лорд Булінгдон. У розмові з гувернером — преподобним Рантом — він затаврував вітчима як «пересічного пройдисвіта». Гостра ненависть та станова пиха, яку він відчував щодо «ірландського парвеню», підігрівалася великою прихильністю до матері. Баррі не бачив іншого способу «виховання» пасинка та зміни ставлення до себе, окрім тілесних покарань.
Баррі та його мати відчували хисткість свого становища: спадкоємцем всього майна графині є лорд Булінгдон. Щоб забезпечити своє майбутнє, вони всіма способами намагаються здобути для Баррі титул баронета або графа. У гонитві за цією метою Баррі розтрачує майно Ліндонів на хабарі впливовим придворним, розваги для них, скуповування творів мистецтва. Оповідач зауважує, що ті самі якості, які дозволили Баррі нажити майно, привели його до краху.
Минають роки. Лорд Булінгдон, що вже підріс, якось у присутності поважних гостей образив вітчима та оголосив про те, що покидає будинок батьків. Між вітчимом та пасинком зав'язалася бійка, не достойна для людей їхньої верстви. Справа набула розголосу. Вельможі стали цуратися Баррі й таким чином поклали край його надіям на здобуття титулу та незалежність від майна подружжя.
До власного сина Баррі відчував сліпе обожнювання. Він залучав його до занять, гідних його шляхетського становища: крокету, фехтування, риболовлі, полювання, верхової їзди. Проте син якось втік з дому з метою об'їздити придбаного для нього скакуна, впав з нього та після нетривалої хвороби помер. Смерть улюбленого сина приголомшила Баррі; він привчився заливати біль вином.
Відтепер у садибі Ліндонів панував смуток. У розкішних залах валяються порожні пляшки, на кріслах дрімають товариші господаря. Подружжя практично не бачить одне одного, а їхнє майно тане на очах. Причина цього становища — борги, які наробив Баррі. Його мати запроваджує в садибі режим суворої економії й навіть готується звільнити відданого графині Ранта. Леді Ліндон намагається покінчити життя самогубством, прийнявши отруту. Рант повідомляє про це лорда Булінгдона.
Для Баррі настає час розплати. Лорд Булінгдон прибуває в Касл-Гектон, щоб викликати вітчима на поєдинок за образу, що йому було завдано багато років тому. За словами молодої людини, однолітки нехтують його за нездатність покласти край «лютій та неосвіченої тиранії обох Баррі» над його сімейством. Під час розмови з напівп'яним вітчимом у нього тремтить голос, а під час поєдинку — починається блювання. Незважаючи на незручність та зірваний постріл, Булінгдону вдається поранити Баррі в ногу, яку згодом було необхідно ампутувати.
Дізнавшись про поранення, мати Баррі вирушає до будинку місцевого хірурга, щоб доглядати за сином. Там до них приходить посильний від лорда Булінгдона, що пропонує вибір — судове переслідування за неплатоспроможність або виїзд за межі Англії з річною рентою 500 гіней. Баррі робить вибір на користь останнього. Голос за кадром повідомляє, що вони повернулися до Ірландії, а трохи згодом Редмонд відновив на континенті «колишнє життя гравця, але без минулого успіху».
В останній сцені фільму показано, як 1789 року Булінгдон з матір'ю в одній із зал палацу розбирають рахунки. Увагу графині привертає запит від «Р. Баррі» на виплату обіцяних йому 500 гіней. Її погляд затуманюється, перш ніж вона ставить на записці свій підпис: «Г. Ліндон». Відтепер імена Баррі та Ліндон пишуться окремо. Під урочисті акорди генделівської «Сарабанди» на чорному екрані спливає текст епілогу:
Згадані особи жили і сварилися під час правління Георга III. Добрі та погані, красиві та потворні, багаті та бідні — тепер вони всі однакові.

## Першоджерело
Фільм має літературне першоджерело — крутійський роман В. М. Теккерея «Пригоди Баррі Ліндона» (The Luck of Barry Lyndon [Архівовано 24 вересня 2009 у Wayback Machine.]), який побачив світ 1844 року. На питання про причини зацікавлення жанром крутійського роману Кубрик відбувся жартом: «Спробуйте пояснити, за що ви покохали свою дружину — це цілковито безглузде заняття». Літературний дебют Теккерея зазвичай не зараховують до найбільших літературних досягнень вікторіанського часу. З позицій сьогодення книгу визначають як «маловідому, напівпародійну переробку тем крутійських романів Філдінга та Смолета». Те, що вибір Кубрика припав на не найсильніший роман не найбільшого письменника вікторіанської Англії, дозволило Гарольдові Розенбергові 1976 року дорікнути Кубрику в «рециркуляції літератури, яку ніхто не читає». Відкидаючи звинувачення в нерозбірливості, Кубрик зауважив, що глибші романи неможливо без істотних втрат перетворити на дво- або тригодинний фільм. 

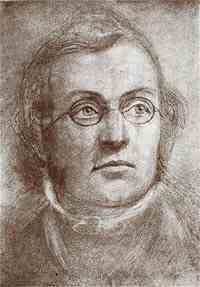
Теккерей у молодості

Натомість рецензент The New York Times відзначає продуманість вибору літературного першоджерела. На відміну від режисерів інших історичних реконструкцій, Кубрик не прагнув до неможливого, коли з музейною ретельністю відтворював епоху, в яку жив автор книги. Своїм джерелом Кубрик обрав своєрідну «костюмну драму» — ту книгу Теккерея, в якій письменник свідомо відтворив стиль та умовності літератури давно минулої епохи з метою протиставити її «жахливому гумору» сучасного йому мистецтва.
Кубрик працював над сценарієм самостійно. Перший начерк він закінчив за три місяці та згодом неодноразово його коригував. У сценарій не увійшла добра половина епізодів роману, зокрема, все що стосується парламентської кар'єри Баррі Ліндона і його суперництво за серце графині з лордом Пойнінгсом. У книзі більше від карикатуристів Роулендсона і Крукшенка, ніж від Гейнсборо та Констебла — художників, з чиїми роботами зазвичай порівнюють образний ряд фільму. Водночас режисер доповнив фабулу фінальною дуеллю та такими дрібними штрихами, як сцена із закоханими офіцерами під час купання в річці.
Загалом фабула теккереївського роману була оброблена Кубриком таким чином, щоб виключити всі фарсові епізоди, всі хвалькуваті доповнення та перебільшення, змістивши акцент з бурхливої діяльності головного героя на його пасивність перед обличчям долі. За фільмом, удача сама йде до нього в руки. Каскад дещо вульгарних пригод відважного героя Кубрик стиснув у неквапну, меланхолійну оповідь про невблаганність долі, яка розгортається з величавістю грецької трагедії та залишає у глядача враження деякої недомовленості. «Кожний кадр — сумна фреска», — резюмував загальне враження впливовий кінооглядач Ендрю Сарріс.
Такий підхід викликав протести прихильників буквальних екранізацій літературних творів. Оскарівський тріумф «Тома Джонса» Тоні Річардсона породив костюмні фільми, в яких на екран переноситься грайливий формалізм первинного тексту аж до членування оповідання на розділи. Від «Баррі Ліндона» чекали продовження цієї традиції. Полін Кейл з розчаруванням писала, що «Баррі Ліндон»  — це «Том Джонс» в уповільненому відтворенні, з якого вилучені всі веселощі та жарти. У своїй рецензії Кейл нарікала на те, що Кубрик випустив з тексту всі «водевільні пасажі», що його тотальний контроль над літературним матеріалом знекровив його.
Особливість роману Теккерея полягала в тому, що оповідь велася від особи самого автора мемуарів, Баррі Ліндона, який будь-що прагнув виправдати свої вчинки та захистити своє добре ім'я. Якщо цей ненадійний (ба, навіть нечесний) оповідач і визнає ницість своєї поведінки або мотивів, то лише для того, щоб оповісти про дуелі, в яких він «отримав повне задоволення» від свого викривача. Самозадоволений тон героя розвінчується за допомогою коментарів видавця або його власних кумедних застережень: «за перші три роки шлюбу я жодного разу не вдарив дружини, хіба що коли був у хмелю».
Кубрик від самого початку вирішив відкинути оповідь від першої особи, адже в кіно події проходять перед очима глядача без посередництва тексту. На думку Кубрика, супроводжувати їх не особливо правдивими коментарями головного героя  — означало звести фільм до рівня комедії, що зовсім не входило в його плани. Постать героя теккереївського роману вбирала в себе всі уявні вади: Баррі зраджує всіх близьких йому людей, а оточення хвилює його лише в тій мірі, в якій воно може принести йому користь або насолоду. Кубрик зняв з Баррі Ліндона маску романтичного лиходія та навіть зробив його здатним на шляхетні вчинки, як-от постріл убік під час дуелі з пасинком. (У «подяку» за цей вчинок останній прострілив йому ногу). Режисер, на відміну від письменника, без тіні цинізму зобразив почуття головного героя щодо матері, Нори, Шевальє та Браяна.
Коли один із критиків прийшов до Кубрика обговорювати фільм з томиком Теккерея в руках, режисер зауважив: «Найважливіше у фільмі не можна переказати та проаналізувати». Тоді ж він пообіцяв, що сценарій «Баррі Ліндона» ніколи не буде опублікований, бо з літературного погляду він не становить жодного інтересу. Що характерно, ключова сцена дуелі Баррі з пасинком, над якою знімальна група працювала 42 дні, виросла з єдиної короткої фрази в сценарії. Джон Хофсесс побачив у ставленні Кубрика до літературного матеріалу виклик тим критикам, які звикли оцінювати фільми в тих самих категоріях, що романи та театральні спектаклі, не зважаючи на такі особливості кіномови, як кольори, музика, настрій, особливості монтажу.

## Наративна структура
Доволі хаотичному нагромадженню пригод героя теккереївського роману Кубрик надав строгу оповідну симетрію. Фабула «Баррі Ліндона» являє собою вигадливий візерунок повторюваних ситуацій — картярських ігор, поєдинків, танців, тілесних покарань. За словами М. Трофименкова, «ритм фільмові задають повторювані, симетричні епізоди»; сюжет обрамлений дуелями та наповнений зрадами. У певному сенсі домашні конфлікти в другій частині фільму служать зниженим відображенням військових битв в першій частині. Гра в карти супроводжує зближення Редмонда з Норою на початку фільму, так само як за тим самим заняттям марнує час покинута ним леді Ліндон. «Ви брехун!» — дорікають головному героєві як Нора, так і капітан Поцдорф. Вівці тягнуть мініатюрний візок у день народження Браяна і в день його похорону. Баррі навмисне ображає капітана Квіна, щоб змусити його піти на дуель, — і так само чинить у другій частині пасинок щодо нього самого.
Строго кажучи, традицій крутійського роману дотримується лише перша частина фільму, дія якої поміщена за межами Англії. Низка напівабсурдних пригод змінюється у другій частині картиною розпаду сімейного благополуччя Баррі Ліндона та його падіння зі здобутої ним соціальної вершини (почасти через позірність його досягнень). Психологічна ізоляція героя, що відірвався від свого соціального кола, зростає з кожною сценою. Як зауважив сам Кубрик, навколо Редмонда не залишається нікого, з ким він міг би повноцінно спілкуватися (за винятком сина, та й той занадто юний). Тут звучить відгомін традиційної для Кубрика теми: найкращі наміри часто ведуть життя під укіс; помилка людини або сліпий випадок можуть перевернути все догори дриґом. «З середини фільм перетворюється на похоронну процесію розкішних кадрів, що рухаються до фіналу під єдину мелодію, що не стихає». Сцена останньої дуелі перейнята іронією, бо чи не єдиний доброчесний вчинок (постріл убік) зробив Баррі інвалідом.

## Постать оповідача
Великі суперечки в критиків викликала постать невидимого оповідача, чий голос коментує те, що відбувається на екрані. Іронічний голос відомого британського актора, сера Майкла Гордерна, пересипає сцени їдкими до цинізму коментарями, а своїми узагальненнями згладжує переходи між ними. Критики зауважили, що його слова часто суперечать тому, що глядач бачить на екрані. Наприклад, щира, на перший погляд, печаль Баррі при розставанні з німецькою дівчиною супроводжується непристойним коментарем оповідача про те, що її серце не раз брали приступом проїжджі вояки і що вона давно звикла до цього.

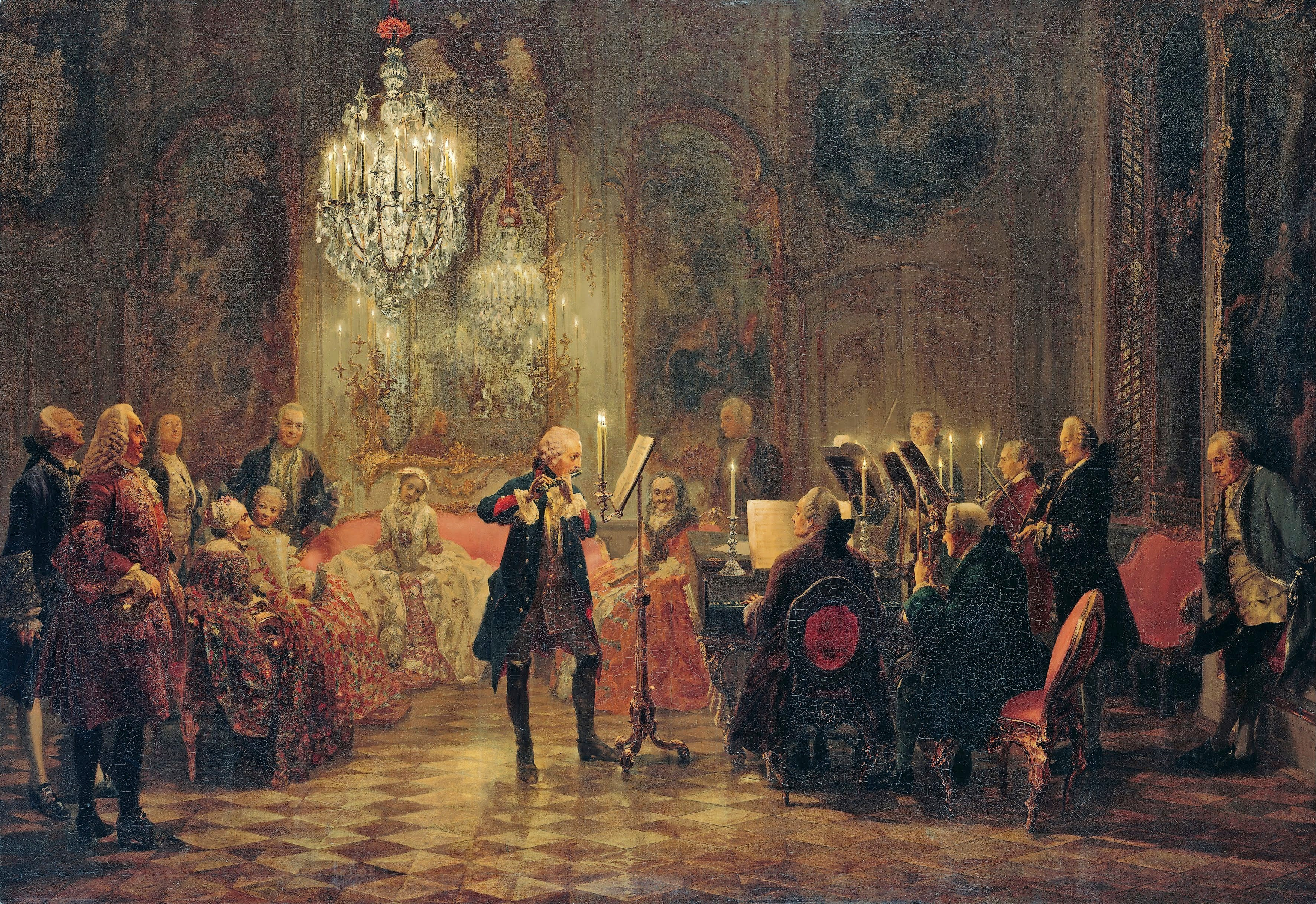
Сценка Адольфа Менцеля з життя двору Фрідріха Великого — один з образів епохи, на які орієнтувалися творці фільму

Кубрик обґрунтовував необхідність закадрового голосу потребою довести до глядача великий обсяг позасюжетної інформації. Оповідач не лише глузує над мотивами вчинків Баррі, але й пророкує подальший розвиток подій, готуючи до них глядача та роблячи їх неминучими: "Баррі Ліндон — «це історія, в якій немає місця для сюрпризів. Важливо не що станеться далі, а як це станеться», — підкреслює Кубрик. Так, оповідач заздалегідь повідомляє глядачеві про майбутню смерть Браяна, що додає особливої значущості ідилічним сценам його занять з батьком, які в іншому випадку могли б пройти непоміченими.
Глядачі фільму по-різному сприймають ступінь поінформованості цієї позасюжетної фігури. Для одних це об'єктивний, всезнаючий оповідач великих романів XIX століття — представник автора в оповіді, «бог» художнього світу роману. Для інших — лише один з персонажів, який коментує те, що відбувається на екрані з позицій гордовитого аристократа XVIII століття. Його судження часто відображають забобони станового та національного характеру й не збігаються з оцінками інших персонажів. У конфлікті Баррі з пасинком він явно на боці молодого лорда. Уявлення про справжній стан речей складається у глядача через порівняння думок різних персонажів, включаючи й оповідача.
Одразу після виходу фільму М. К. Міллер запропонував вважати оповідача в «Баррі Ліндоні» ненадійним представником вищих класів британського суспільства. Його тлумачення життя Баррі в дусі церковної формули «Гордість веде до загибелі» — «структурований наклеп», захисна реакція аристократії щодо «скоробагатьків» з низів. Приписування Баррі суто меркантильних мотивів, на думку Міллера, не знаходить підтвердження в образній структурі фільму. Помічено, що найбалакучіші персонажі фільмів Кубрика своїми промовами видають своє нерозуміння того, що відбувається з ними і з навколишнім світом. Для режисера мова означає спрощення побаченого, зведення образу до завченої думки. Його Баррі зовсім не настільки одномірний, як це подає оповідач. Він здатний на шляхетні пориви на кшталт самовідданої любові до сина, пострілів убік на дуелі з пасинком. Оповідач ігнорує ці нюанси, підганяючи все розмаїття кінореальності під звичну для себе моралістичну формулу. У цьому сенсі постать оповідача в «Баррі Ліндоні» можна розглядати як один з філософських коментарів Кубрика на тему неадекватності мови та мовлення для осягнення істини:
Суть драматичної форми в тому, щоб ідея, навіть не чітко артикульована, сама спала аудиторії на думку. Вимовлене просто в обличчя зовсім не має тієї сили, як виявлене людьми самостійно.Оригінальний текст (англ.)
The essence of dramatic form is to let an idea come over people without its being plainly stated. When you say something directly, it is simply not as potent as it is when you allow people to discover it for themselves.— Стенлі Кубрик

## Дійові особи
У трактуванні оповідача головний герой його оповідання — такий собі Растіньяк часів Семирічної війни, вузьколобий опортуніст, якого випробування воєнного та мирного часу перетворюють з наївного сільського хлопчини в цинічного маніпулятора людьми та почуттями. На перший погляд Баррі — це середньостатистична людина без особливих обдарувань, яка не розрахувала своїх сил у житті та скочила надто високо. Кубрик відзначає непідготовленість Баррі до життя у вищому суспільстві: «Він пробився в золоту клітку, але, як тільки опинився всередині, його життя стало тріщати по швах». По ходу оповіді протагоніст демонструє самовпевненість, яка в другій частині фільму переростає в самовпевнену безтурботність, і це стає причиною його падіння. У системі координат давньогрецької традиції ці якості розглядаються як гібрис («пиха, зарозумілість») та гамартія («фатальна помилка»), при цьому голос оповідача бере на себе роль невидимого хору, який пророкує розвиток дії. Кубрик песимістично оцінював можливості людини: спроби Баррі забезпечити для себе і своїх дітей місце в житті настільки ж приречені на невдачу, як спроби Едіпа уникнути того, що судилося йому долею. При такій інтерпретації історія Баррі типова для драми епохи класицизму та цілком вписується в естетичні координати того середовища, яке представляє оповідач.

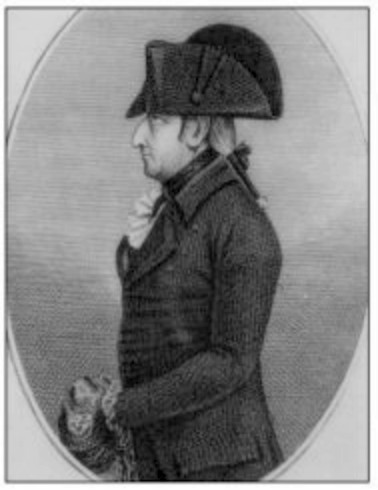
Andrew Robinson Stoney — реальний прототип головного героя теккереївського роману

Голос за кадром не бачить іншої рушійної сили вчинків Баррі, крім банального честолюбства, але режисер залишає глядачеві простір для менш однозначних тлумачень. Його прагненням утвердити себе в суспільстві спочатку може керувати бажання створити сім'ю, компенсувавши таким чином відсутність батька в дитинстві, а пізніше — необхідність утвердити добробут свого сина. «Наше ставлення до Баррі двоїсте. Йому не відмовиш у чарівності та сміливості. Неможливо йому не симпатизувати, незважаючи на всі його слабкості, нетактовність та марнославство», — міркував сам режисер. Він дозволив Баррі емоційно дозріти в особистість значно складнішу, ніж персонаж теккереївського роману, щоправда (як і у випадку з Євгеном Онєгіним) запізніле пробудження героя не спроможне запобігти трагедії, яку він накликав на себе своїми короткозорими діями.
Нерідко в літературі про фільм підкреслюють пасивність головного героя, його покірність долі. Теккерей дав своїй книзі підзаголовок «роман без героя»; вона належить до традиції романтизму, в якій оповідь часто рухає не стільки протагоніст, скільки фатум. На думку Еберта, головний герой слабо контролює перебіг власного життя, бо все, що відбувається з ним є результатом випадковості. Що типово для прози романтиків, роль долі в житті героя виявляється за допомогою заримованих сцен поєдинків та картярських ігор. Баррі не бачить візерунка свого життя, але за нього все бачить і всім керує автор. У кубриківському світі поняття про свободу волі та напередвизначення перетікають одне в одного: як ландшафтні парки, що миготять у кадрі. При всій своїй уявній природності поводження кубриківських героїв строго слідує планом вищого порівняно з ними розуму — творця фільму.
Відмінність художнього світу Кубрика від естетичних настанов класицизму та романтизму полягає у відсутності «однобарвних» героїв, — ідеальних або порочних. Гротесково подані лише суперники Баррі за увагу до Нори і графині Ліндон — англієць Квін і сер Чарльз. До цієї групи персонажів належить безкровна, безстатева постать Ранта з ляльково напудреним обличчям; Кубрик якось зауважив, що Рант таємно від себе закоханий у графиню та ненавидить Баррі. Леді Ліндон зазнає у шлюбі покарання за легковажно згаяну молодість (на яку натякав сер Чарльз); її шляхетне походження дає їй право бути нудною. У молодому лорді станова пиха і боягузтво сусідять з гарячою любов'ю до матері та загостреним почуттям власної гідності.

## Одіссея Баррі Ліндона
У перших кадрах фільму показано дуель, на якій загинув батько Баррі. Таким чином задається основна характеристика протагоніста — сирітство. З погляду психоаналізу вся перша частина стрічки характеризується пошуком головним героєм фігури, здатної замінити йому батька. Серед цих фігур батька — двоє «злих» (ірландський розбійник Фіні та прусський капітан Поцдорф) і двоє «добрих» (капітан Гроган та шевальє де Балібар). Прощання з Гроганом та зустріч з шевальє викликають у Баррі найсильніший приплив емоцій, на його очах виступають сльози. Він на мить знаходить втрачений сімейний рай під час вечері з німкенею Лізхен, що тримає на руках немовля на кшталт мадонни традиційної католицької іконографії.
Розлом оповідання на дві частини відбувається не посередині, а на 102-й хвилині фільму, коли головний герой сам приміряє на себе роль батька або, як розгнівано кричить Чарльз Ліндон, намагається зайняти його місце в родині та в суспільстві (дослівно — «взути його туфлі»). Пізніше метафора вербалізуєтся: лорд Булінгдон взуває свої черевики юному Браяну та проводить його в них людною залою. Відтепер пошуки батька змінюються для Баррі пошуками сина: з Телемаха він перетворюється на Одіссея, який прагне дати синові все те, чого був позбавлений він сам. Все його життя присвячене турботі про сина, підготовці його до життя в суспільстві. Щоб забезпечити його майбутнє та отримати для нього титул, він розтратив майно дружини. Смерть сина завдає Баррі удару, від якого йому вже не оговтатися; все інше до того часу вже втратило для нього інтерес. Сцена прощання з сином — то третій та останній раз, коли ми бачимо на очах Баррі сльози.
Відносини Баррі з жінками, власне, похідні від едіпівської проблематики. Найближча з них і вірна — його мати. Шлюб з графинею — в першу чергу, наслідок акту едіпівської агресії щодо сера Чарльза. Після народження графинею сина, Редмонд, за свідченням оповідача, проявляє до неї не більше інтересу, ніж до килимів у своєму особняку. У світі Кубрика не існує справжньої любові між чоловіком та жінкою. Із почуттів, які відчувають персонажі фільму, щирою видається лише одностатева любов (взаємні зізнання Джонатана та Фредді під час купання в річці), любов батька до сина і прихильність до «старшого товариша», який заміняє Редмондові батька. Так само щира ненависть до Баррі з боку пасинка, який у своєму сирітстві та пошуках батька стає його мстивим доппельгангером. До зрілого віку Булінгдоном рухає єдина емоція — прихильність до матері, обличчя молодого лорда — маска едіпівської тривоги, що гризе його зсередини а його безглузда поведінка під час дуелі — проєкція власних страхів Кубрика.

## Робота над фільмом
Після «Космічної одіссеї» та «Механічного апельсина» Кубрик мав намір зняти кіноепопею про епоху наполеонівських воєн. Первинні плани екранізувати теккереївський «Ярмарок марнославства» довелося облишити через великий обсяг роману, більш придатного для телесеріалу, ніж для кінофільму. Поступово увага Кубрика зосередилася на постаті Наполеона; у нього визрівав задум фільму-біографії. З 150-сторінкового сценарію кубриківського «Наполеона» випливає, що режисер мав намір відмовитися від трактування головного героя епохи романтизму як надлюдини й збирався подати історію підйому корсиканського офіцера на вершину земної слави та його раптове падіння як ланцюжок випадковостей, — задум, співзвучний основній думці «Баррі Ліндона». На головні ролі блокбастеру були запрошені такі актори, як Джек Ніколсон та Одрі Гепберн, Пітер О'Тул та Алек Гіннесс, однак провал у прокаті «Ватерлоо» Сергія Бондарчука (призвів до відмови компанії Метро-Голдвін-Маєр фінансувати постановку) та вихід на телеекрани чергової версії «Ярмарку марнославства» змусили Кубрика стримати амбіції та звернутися до більш раннього періоду історії.
- Режисер — Стенлі Кубрик
- Сценарист — Стенлі Кубрик
- Продюсери — Стенлі Кубрик, Ян Харлан
- Оператор — Джон Олкотт [прим 25]
- Художники — Кен Адам, Рой Вокер
- Монтаж — Тоні Лосон
- Костюми — Мілена Канонеро, Улла-Брітт Седерлунд
- Звукорежисер — Родні Холланд
- Диригент — Леонард Роузенман
- Консультант — Джон Молло

Робота над «Баррі Ліндоном» тривала більше двох років в атмосфері такої секретності, що навіть керівники студії погано уявляли собі, що власне знімає Кубрик. Тріумф двох попередніх фільмів Кубрика переконав босів Warner Brothers піти на ризик та вкласти 11 мільйонів доларів у його новий проект — тригодинний історичний фільм епізодичної структури з закадровим голосом «від автора» та друкованими заголовками. Це був останній в житті Кубрика досвід роботи за межами студії. Зйомки, які почалися в грудні 1973 року, тривали приблизно триста днів, причому не лише в Англії та Ірландії, але й за «залізною завісою» — в соціалістичній НДР. Це спричинило додаткові труднощі, коли зважити на нелюбов Кубрика до подорожей; замість себе різними куточками Англії, Ірландії та Німеччини він розсилав асистентів.
Інша складність полягала в тому, що Кубрик наполіг на відмові від електричного освітлення при зйомках в затемнених інтер'єрах. Вечірні сцени в «Баррі Ліндоні» знято при світлі свічок, що стало можливим завдяки використанню цейсівських об'єктивів, які тоді використовували лише астрономи НАСА для спостереження за зірками. Це найсвітлосильніші об'єктиви, що будь-коли використовувалися в історії кінематографа. При зйомках інтер'єрів в світлий час доби вікна обклеювали копіювальним папером, на який зовні направляли пучки штучного світла. Часто над хвилинним епізодом, який не відіграє великої ролі в оповіді, Кубрик працював днями та тижнями. Наприклад, бойове хрещення Баррі в безіменній сутичці Семирічної війни знімалося з боку трьома камерами, які рухалися 800-футовою доріжкою. Робота над монтажем «фінального танцю смерті» (дуелі Баррі з Булінгдоном) тривала 42 дні. Низка епізодів (включаючи відверту сцену між Баррі та леді Ліндон) не увійшли до остаточної версії фільму.
Кубрик вважав, що кіно з набагато меншими витратами та більшою переконливістю, ніж інші форми мистецтва, переносить глядача на роки й століття в минуле. Він прагнув продемонструвати цю здатність своїм фільмом, наполягаючи на використанні лише справжніх декорацій та костюмів, в яких могли діяти люди середини XVIII століття. При всьому тому не вдалося уникнути деяких ляпсусів: крім недоречної в середині XVIII століття музики Шуберта, у фільмі згадується «королівство Бельгія», що виникло після наполеонівських воєн, а шевальє Балібар зупиняється в неоготичному замку Гогенцоллерн (архітектурна фантазія романтиків XIX століття), окрім того в кутку карти в кабінеті синів леді Ліндон дехто з глядачів розгледів зображення паровоза.

## Акторський склад
- Райан О'Ніл — Редмонд Баррі
- Маріса Беренсон — леді Ліндон[прим 27]
- Патрік Мегі — шевальє де Балібар
- Гарді Крюгер — капітан Поцдорф
- Домінік Севідж, Леон Віталі — лорд Булінгдон
- Гей Гамілтон — Нора
- Мері Кін — мати Баррі
- Діана Кернер — німкеня
- Мюррей Мелвін — преподобний Рант
- Ентоні Шарп — лорд Галлам

Критики практично одностайно відзначають високий рівень виконання ролей другого плану, проте оцінки майстерності зайнятих в головних ролях акторів доволі різняться. Наприклад, The New York Times, хоча і визнає бездоганність акторської гри, відзначає байдужість Кубрика до вибору виконавців головних ролей. Поширена думка, що підбір акторів на головні ролі був викликаний міркуваннями радше рекламного характеру. У надії окупити дорогі зйомки кінокомпанія зажадала віддати роль Редмонда одному з десятки найжаданіших акторів Голлівуду. Тільки два актори з цього списку мали ірландське коріння та підходили на роль за віком — Роберт Редфорд та Райан О'Ніл; з них перший від співпраці з Кубриком відмовився, тому Редмонда зіграв другий. Гламурна репутація та акторська невиразність кумира підлітків О'Ніла та супермоделі Маріси Беренсон (незадовго до того проголошеної журналом Elle найкрасивішою дівчиною світу) весь час налаштовували багатьох рецензентів проти фільму.
Рецензент Village Voice вважає, що О'Ніл не стільки грає, скільки зображує самого себе, тобто «самовдоволеного тупака». Для Кубрика він лише симпатична шахова фігура, яку можна пересувати дошкою свого фільму. На думку авторів кіноенциклопедії allmovie, роль Редмонда Баррі — найкраща, найнюансованіша акторська робота О'Ніла. Його швидка втрата популярності співзвучна до роздумів Кубрика про те, що «найзагадковіша через своє безглуздя річ — фізична краса — приречена на таке само безглузде покарання — старість». Сам режисер роботою О'Ніла був дуже задоволений.
The Independent вважає, що Маріса Беренсон, яка ніби зійшла на екран з полотен Гейнсборо, та інші актори другого плану частково компенсують поверховість О'Ніла в центрі кінополотна. Для оглядача Village Voice її присутність, навпаки, ще більше декоративна і менш виразна, ніж роль О'Ніла. Її видовжене сумне обличчя слугує пасуючим фасадом для того, щоб усунути будь-яку подібність внутрішнього життя, вважає критик. Автори allmovie висловлюють думку, що обмежена емоційна палітра виконавців головних ролей при загальній холодності тонів кінофільму працює на їхню користь.

## Фільм-реконструкція
«Баррі Ліндон» в кінознавчих публікаціях прийнято визначати як «величний та трудомісткий експеримент», який має самостійну мистецтвознавчу цінність як повномасштабна реконструкція історичної епохи, відокремленої від нашого часу багатьма поколіннями. Кубрик налаштував знімальну групу на створення «документального фільму» про вдачі та манерах аристократії позаминулого сторіччя. Переконаний у неможливості достовірного відтворення обстановки XVIII століття в сучасних умовах, режисер відступив від своєї звичайної практики та наполіг на повній відмові від зйомок у студії. Гонитва за автентичністю змусила його придбати для акторів справжні костюми епохи рококо. Деякі глядачі нарікають на те, що ця реконструктивна стратегія призводить до створення ієратичних у своїй симетрії образів, що зоровий ряд фільму «музеєфікуєтся, а акценти зміщуються з чуттєвості на достовірність та історичну правдивість». Стівен Спілберг жартома порівняв перегляд цього фільму з відвідуванням галереї Прадо без перерви на обід.

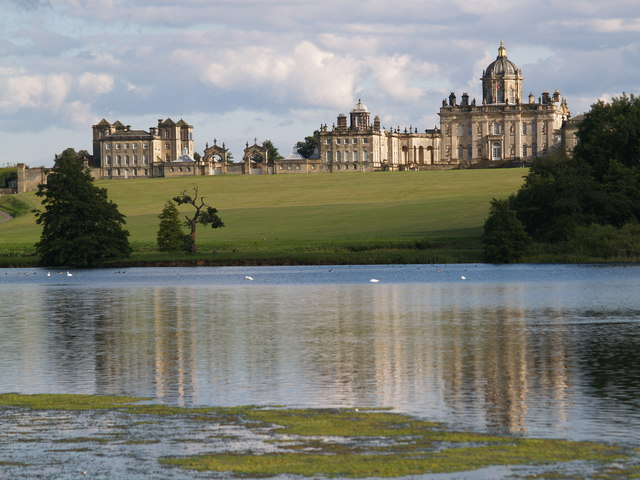
Перебіг часу в другій частині фільму передають мирні види Касл-Гектона, якими розділяються окремі сцени

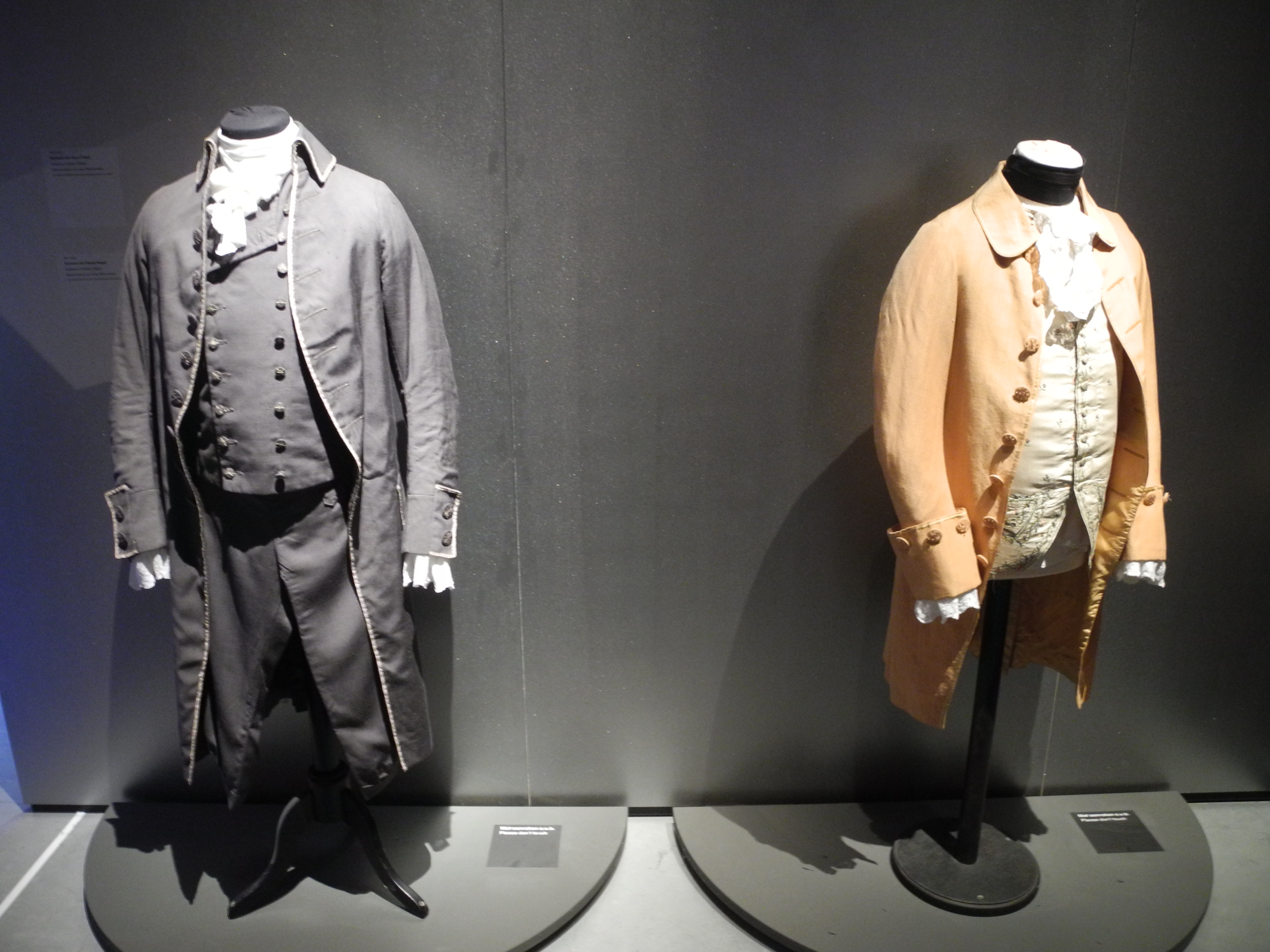
Оригінальні костюми з фільму «Баррі Ліндон»

Кубрик, який вбачав спільні риси в професіях режисера та слідчого, сприймав коментарі щодо скрупульозності здійсненої ним історичної реконструкції як комплімент. Він не бачив сенсу в тому, щоб знімати історичний (так само як і футуристичний) фільм, коли режисер не в змозі змусити глядача повірити в дійсність, що відбувається на екрані. Робота над «Баррі Ліндоном» вимагала від нього клопіткого вивчення повсякденного життя європейської аристократії XVIII сторіччя. На підготовку до зйомок пішов цілий рік. Кубрик зібрав величезну теку з репродукціями творів мистецтва того періоду. Він наполягав на тому, щоб у кадр не потрапило нічого з того, що було створене пізніше XVIII століття. Архітектура, меблі, костюми, засоби пересування — всі ці елементи були знайдені ним на полотнах та гравюрах епохи, яку він збирався відтворити.
Серед художників, на твори яких орієнтувалися творці фільму, найчастіше називають жанрові роботи Хогарта («Пригоди гульвіси») та Ватто («Вивіска Жерсена»). Немов Хогарт, в чиї руки потрапила камера, Кубрик вибудовує мізансцени на основі офортів та картин XVIII сторіччя. Статичні, симетричні композиції епохи класицизму на кшталт Хогартівських полотен наділені життям у всіх його суперечливих проявах. Пейзажі, стилізовані під Констебла та Гейнсборо, інтер'єри європейських палаців — під жанрові сцени з потсдамського життя Фрідріха Великого пензля Адольфа Менцеля. Менш очевидні орієнтири, про які згадують учасники знімального процесу — твори Цоффані, Стаббса, Ходовецкого. Інтер'єрне та пейзажне тло несе семантичне навантаження як підтекст для подій та коментар до них. Наприклад, у сцені зваблення графині знавці розгледіли статуї давньоримської богині любові, а примирення Баррі з дружиною знято на тлі зображення пестячих одне одного коханців. Такі візуальні коментарі взагалі властиві мистецтву XVII—XVIII століть, що частково виправдовує погляд на «Баррі Ліндон» як на фільм «немов би знятий до того, як було винайдено кіноплівку».
Художник-постановник Кен Адам згадує, що завдання, яке поставив перед Кубрик, полягало в тому, аби з документальною точністю відтворити декорації дворянської садиби XVIII століття. Будинок графині, на думку Кена Адама, мав справляти враження споруди старовинної навіть за мірками XVIII сторіччя. Об'їздивши всю Англію, оформлювач вирішив поєднати в зображенні Касл-Гектона відомий своєю театральністю силует Касл-Говарда з інтер'єрами Лонглі та Петуорта, а також парковими спорудами Вілтон-хауса. Через погане збереження ірландських садиб ще складніше було відтворити обстановку рідного дому Баррі. Потсдамські сцени знімалися в НДР окремою бригадою, яка направляла слайди режисерові до Великої Британії, а він передавав свої вказівки телефоном. Творцям фільму, за вказівкою Кубрика, довелося вивчати зубні щітки того часу, контрацептиви, масу речей, які так і не ввійшли до фільму.
Типова для Кубрика увагу до тла та декорацій створює у багатьох глядачів «Баррі Ліндона» відчуття того, що такий підхід відтісняє на другий план персонажів. Пейзажі, витримані в соковитих, ледь прохолодних тонах, тяжіють над людьми, які на цьому тлі виглядають, мов мурашки; після них ще більш незатишними та неприродними постають замкнені інтер'єри. Розташування настільки малозначущих фігур в настільки грандіозних декораціях наводить на роздуми більше, ніж будь-що з того, що вони в змозі вимовити (Еберт). Драми та переживання героїв тонуть у величі навколишньої природи, примушуючи глядача відчувати себе піщинкою в безмежному, незбагненному космосі. Цілком у дусі театралізованої естетики мистецтва XVIII століття Кубрик зводить між глядачем та персонажами своєрідну завісу у вигляді ретельно вибудуваних мізансцен і закадрового голосу, що резюмує майбутнє. «Дія розгортається ніби за скляною стіною, що відокремлює її від залу, емоції стерилізовані». Текст епілогу остаточно усуває глядача від побаченого, навмисно руйнуючи ретельно вибудовану в кадрі ілюзію.

## Музика
Один з чотирьох «Оскарів», якими був відзначений «Баррі Ліндон», — за найкращу музику до фільму. До вибору музичної теми Кубрик підійшов не менш ретельно, ніж до опрацювання візуальних рішень. Для нього було звичною справою підганяти сцени до підібраної заздалегідь музики. Він пригадує, що за час роботи над фільмом прослухав ледь не всі платівки із записами музики XVII—XVIII століть, які можна було знайти в продажу. У фільмі можна почути такі рідкісні мелодії, як Гогенфрідбергський марш, який традиційно приписується самому прусському королеві. Трудність полягала в тому, що музика XVIII століття позбавлена драматизму в сучасному розумінні слова, — проблема, яку вдалося зняти за допомогою нових аранжувань, підготовлених для фільму Леонардом Розенманом.
Вибір Кубрика зупинився на трьох основних музичних мотивах. Перші (та істинні) романтичні захоплення головного героя — Нора та німецька дівчина — супроводжуються звуками фолк-пісні Шона О'Ріада «Ірландські жінки». Графиня Ліндон проходить через фільм під задумливі акорди фортепіанного тріо Шуберта. Незважаючи на пізню дату твору, мелодія Шуберта позбавлена завихрень пізнього романтизму і, на думку режисера, тонко балансує на грані між романтикою та трагізмом. напівзабута на час створення фільму «Сарабанда» Генделя втілює невблаганність долі. Вона поєднує події та ідеї, нав'язливо слідуючи за Баррі від селянської юності до вельможної зрілості. Вона слугує тлом для сцен дуелей, нагадуючи про неминучість долі і нікчемності людини перед нею. І саме вона ставить крапку в музичній структурі кінострічки.

## Реліз та нагороди
Прем'єра довгоочікуваного фільму Кубрика відбулася на Різдво 1975 року. Вихідові стрічки в прокат (18 грудня) передувала захоплена стаття в журналі «Тайм», де за лаконічністю та витонченістю манери Кубрик порівнювався з майстрами німого кіно — Гриффитом та Ейзенштейном. Як і фільм «Із широко заплющеними очима» роки потому, «Баррі Ліндон» був представлений публіці як екранізація невідомої широкій публіці класики із зірками першої величини, що роками знімалася в атмосфері «добре розпіареної секретності». На загальну думку, «Баррі Ліндон» показав Кубрика в зеніті його майстерності. Кінематографічним модам 1970-х років він протиставив фільм, безкомпромісний у своєму пошуку «колориту епохи» та настільки ж безсоромно формалістичний. Приглушені емоції та епічна довжина кубриківської «вилазки в стан артхаусу» «вбили» інтерес американської публіки, але у прокаті фільм таки окупився, зібравши лише у США понад 20 млн $.
Поява фільму розділила кінокритиків на два полярних табори. Шанувальники «Космічної одіссеї» та «Механічного апельсина» сприйняли фільм як чергову «Машину часу», що дозволяє глядачам переміститися в зовсім іншу, ніж сучасна, епоху. У цьому плані характерна рецензія Вінсента Кенбі в The New York Times. Він писав, що «Баррі Ліндон» не просто старовинна комедія манер, а холоднокровне дослідження світу настільки ж незвичного та далекого від нас, як ті світи, які Кубрик створив на екрані в «Механічному апельсині» та «Космічній одіссеї». На думку Кенбі, за тривалості, неквапністю, панорамністю оповіді це не так традиційний фільм, як середовище проживання: тут немає жодної зайвої хвилини, а продумані паузи створюють відчуття читання класичної літератури. Як зазначав рецензент газети The Independent, «Баррі Ліндон» далекий від тону теккереївської оповіді, але при цьому створює власний світ, приголомшливо живий навіть у своїй старомодній пишноті («годі відірвати очі від сцен хогартівського розгулу»).
Джонатан Розенбаум підкреслює меланхолію та сухуватий гумор Кубрика в поєднанні з важкувато-жалобним ритмом та настроєм фільму.
Інші оглядачі критикували режисера за вільне поводження з літературним джерелом, а фільм — за надмірну розсудливість, вони вбачали в «Баррі Ліндоні» твір, який легше поважати, ніж насолоджуватися ним. Неоднозначну реакцію викликали стриманий тон і уповільнене розгортання оповіді. Гумористи журналу «Mad» переінакшили назву в Borey Lyndon, що перекладається як «сумовитий Ліндон». Дехто навіть побачив у «оживленні» класичних полотен прояв кітчу. Роджер Еберт, хоча і не зарахував «малозначущу історію злету та падіння одного кар'єриста» до найкращих художніх звершень Кубрика, проте зазначив, що ставлення глядачів до подій врешті диктує кінематографічний стиль. З ним погоджувався Гарольд Розенберг: «Я б охоче дивився „Баррі Ліндона“ ще дві години без жодного інтересу до того, що відбувається з його героєм». За оцінкою Еберта, Кубрик в черговий раз перетасовує органічну речовину, з якої сплетено навколишній світ, і організовує її за зразком добре налагодженого годинникового механізму.
Фільм Кубрика отримав премію «Оскар» за 1975 рік у чотирьох категоріях: найкраща робота художника-постановника, найкраща операторська робота, найкращий дизайн костюмів та найкращий музичний супровід. Фільм також був номінований за категоріями найкращий фільм, найкращий адаптований сценарій та найкраща режисерська робота. Проте конкуренція з боку культового фільму Мілоша Формана «Пролітаючи над гніздом зозулі» практично позбавила «Баррі Ліндона» шансів на перемогу в найпрестижніших номінаціях. Фільм, окрім того, отримав дві нагороди BAFTA — за найкращу режисуру та операторську роботу. У грудні 2001 року Warner Home Video випустило фільм на DVD; він також доступний у складі ліцензійної «Колекції фільмів Стенлі Кубрика» (2008).

## Рецепція

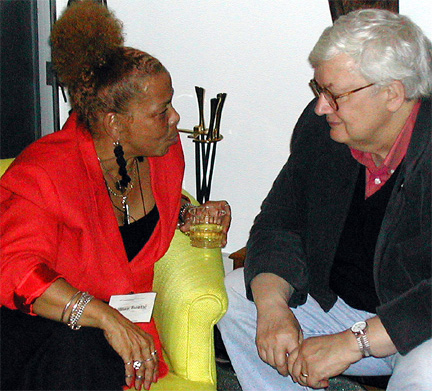
Роджер Іберт (праворуч) зараховує «Баррі Ліндона» до найкрасивіших фільмів у історії кіно

Після смерті Кубрика у багатьох містах пройшли ретроспективні покази «Баррі Ліндона», які змусили критиків новими очима поглянути на фільм, який раніше багато-хто бачив лише на телеекрані. Зазначалося, що за чверть століття фільм зовсім не сприймається застарілим, і в цьому його вигідна відмінність від гучних футуристичних проєктів Кубрика. Серед авторитетів американської кіноспільноти Роджер Іберт визнав «Баррі Ліндон» одним з найкрасивіших фільмів за всю історію кіно, а Джонатан Розенбаум — найнедооціненішим і, можливо, найвизначнішим фільмом Кубрика. В інших сучасних публікаціях «Баррі Ліндон» називають «спробою деміурга воскресити з небуття цілий світ», найзначнішим історичним фільмом американського виробництва з часів К'юкора та Селзніка, однією з найбагатогранніших та найяскравіших костюмних драм в історії кіно.
Репутація крижаного у своїй зовнішній красивості твору режисера, схибленого на формі та техніці, не завадила «Баррі Ліндону» стати одним із зразків для творців історичних кінострічок нового покоління. Першим досвідом безпосередньої переробки художніх прийомів кубриківської кінофрески прийнято вважати кінодебют Рідлі Скотта, «Дуелянти», що вийшов 1977 року. Слідом за Кубриком молодий режисер розташовує безглузді дуелі на тлі безкрайніх та безтурботних пейзажів, що підкреслює марноту цих спалахів насильства. Ретельна робота Кубрика з відтворення обстановки та костюмів визначила шляху розвитку костюмного кіно, продовжений у 1980-і роки Джеймсом Айворі та його командою. До шанувальникам «Баррі Ліндона» зараховують себе такі великі режисери, як Стівен Спілберг та Мартін Скорсезе (який дещо парадоксально визначив його як «один з найемоційніших фільмів»).

## Місце у творчості Кубрика
Зацікавлення Кубрика найтрадиційнішим жанром кінематографа — костюмним фільмом, дозволило йому створити «радикальний експеримент в сфері оповідних структур та дизайну». Він відійшов від таких підвалин голлівудського кінематографа, як гостросюжетність, чітка вмотивованість дії, пряме розгортання фабули. Про героїв фільму глядач більше дізнається з образного ряду, ніж з діалогів. Водночас «Баррі Ліндон» розташований в центрі творів Кубрика за поєднанням неквапного темпу, їдко іронічного тону і традиційних для режисера тем.
Дослідники творчості Кубрика неодноразово намагалися визначити його місце в «каноні» кубриківських фільмів. Вони розглядають «Баррі Ліндона», як ще одне втілення традиційної для Кубрика теми втрати людиною свободи, її поневолення умовностями суспільства. Шлях головного героя фільму, за словами Колкера, постає як «занепад життєвості та втрата індивідуальної сили, показані набагато інтенсивніше й послідовніше, ніж в інших фільмах». Як і багато інших героїв Кубрика, Баррі, потрапивши в соціально-психологічну пастку, з якої режисер не пропонує жодного виходу, потерпає від власної інертності.

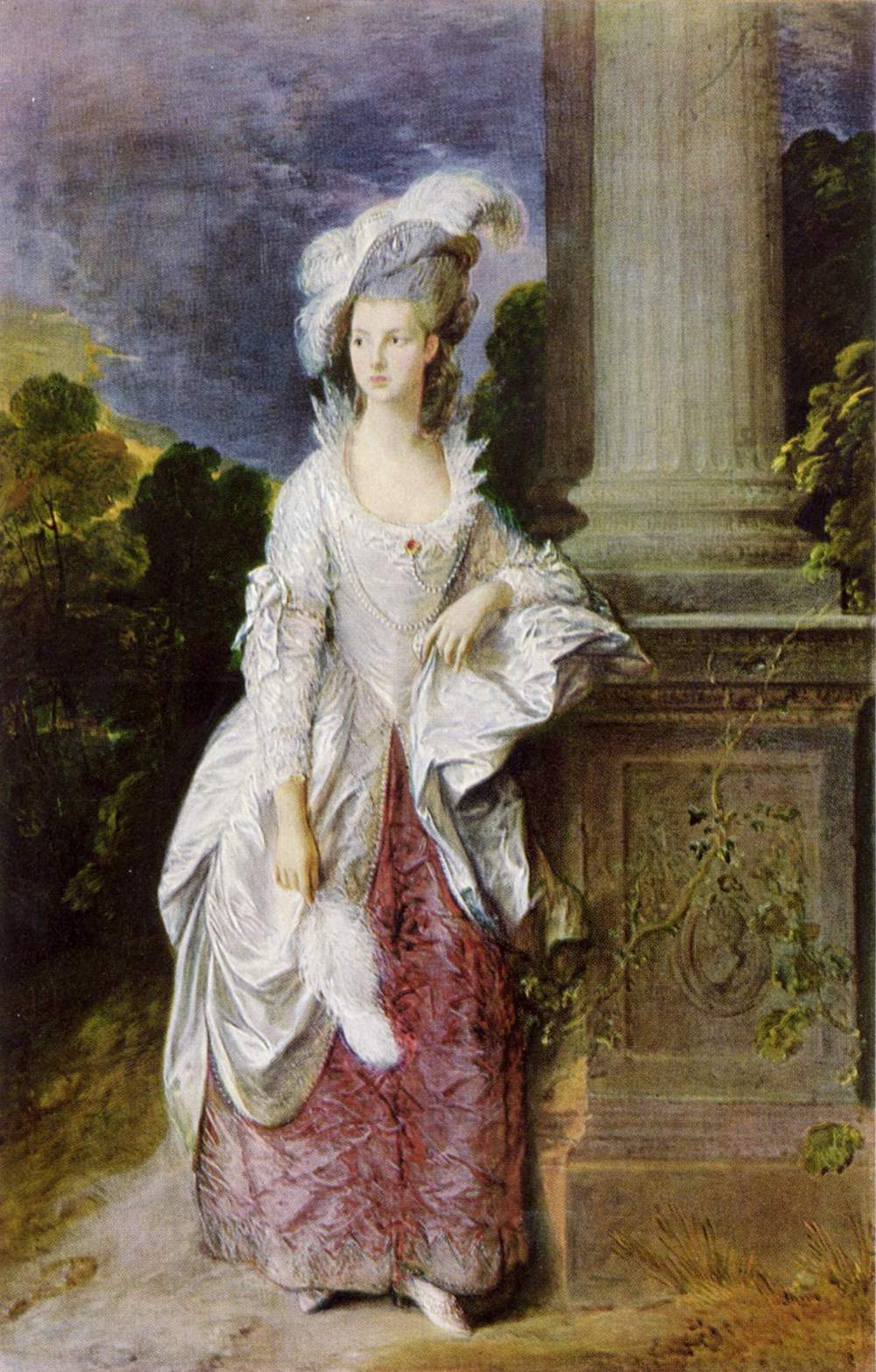
Вбрання та макіяж леді Ліндон частково змальовано з портретів Гейнсборо

Фельдман пояснює зацікавлення Кубрика Європою в часи до наполеонівських воєн бажанням зобразити західну цивілізацію в найзастійнішій, або найформалізованішій стадії її розвитку. У той час кожен, хто мав на меті утвердити свою цінність як члена суспільства, був змушений підпорядковувати свій характер до незліченних правил ритуалізованої поведінки. Кубрик підкреслює віддаленість цих ритуалів від нашого часу за допомогою того, що Колкер називає «мальовничою естетикою» (painterly aesthetic). Кожна мізансцена дивовижно збалансована в сенсі композиції й ніби утворює паралель до строго стратифікованого суспільства тих часів.
«Повторюваність епізодів лише підкреслює мертвотність, автоматизм світу, що існуює за раз і назавжди встановленими правилами» (М. Трофименков). Практично в кожній сцені фільму камера, закарбувавши фігури головних героїв, від'їжджає назад, впускаючи на екран пейзажні та інтер'єрні декорації. Люди перетворюються в стафаж, що губиться на тлі симетрично організованих, ретельно вивірених просторів; найчастіше вони лише мають врівноважити композицію кадру, роблячи її приємною для ока. Рухи камери немов би підкреслюють головну біду Баррі-Ліндона: амбітність дозволяє йому увійти в такі соціальні кола, механізми функціонування яких залишаються за межами його розуміння.
Постійне віддалення камери від діючих осіб відгороджує глядача від того, що відбувається на екрані, підкреслює механістичність ритуалів, які не лише керують життям героїв фільму, але й «ув'язнюють» їх. У звичайному сенсі слова життя цих персонажів сповнене абсурду. Кричуща невідповідність між змістом того, що відбувається і формою бездоганного етикету, в яку зодягнений цей сенс, відчувається в поясненні Баррі з сером Чарльзом, в сцені візиту посильного Булінгдона до Баррі та його матері, в сцені одруження.
Багато фільмів Кубрика побудовані на контрапункті між статикою та симетрією впорядкованого соціального середовища та вибухами насильства, що її роз'їдають. У сцені бійки Баррі з пасинком скрупульозно вибудована композиція з неквапними, врівноваженими ковзаннями камери раптово руйнується судомною метушнею великих планів, знятих ручною камерою. Зазвичай статична камера активно включається в дію ще в двох сценах фільму — у сцені кулачного бою та в спробі самогубства леді Ліндон. Однак ці спроби героїв вийти за межі відведеного їм режисером місця в кадрі щораз зазнають невдачі: в останній раз глядач бачить, як Баррі застиг, перш ніж увійти в замкнений простір чорної каретної коробки.
Теоретики авторського кіно відзначають в «найпесимістичнішому фільмі Кубрика» й інші характерні для нього теми й мотиви. Життєвий шлях героя крутійського роману представлений на екрані таким чином, щоб розвінчати будь-які ілюзії глядачів щодо можливості людини вийти за межі заданих наперед соціальних обмежень та подолання Едіпового закону. Несамовитий розлад у домі Ліндонів віщує сюжет «Сяйва», а в картинах боїв Семирічної війни (коли вогонь ворога викошує ряди солдатів в барвистих одностроях, які тупо крокують вперед) на поверхню проривається кубриківський пацифізм. Навіть в історичному фільмі Кубрик зумів вийти на «свої постійні та хворобливі теми: ініціацію через приниження, вихід за межі своєї соціальної ролі, симетрію та автоматизм, конструювання фільму за образом та подобою людського мозку».